# Shahrak-e Afshārīyeh
Shahrak-e Afshārīyeh (persiska: شهرک افشاریه) är en ort i Iran.   Den ligger i provinsen Alborz, i den norra delen av landet, 60 km väster om huvudstaden Teheran. Shahrak-e Afshārīyeh ligger 1 349 meter över havet och antalet invånare är 261.
Terrängen runt Shahrak-e Afshārīyeh är platt åt sydväst, men åt nordost är den kuperad.Runt Shahrak-e Afshārīyeh är det mycket tätbefolkat, med 1 018 invånare per kvadratkilometer. Närmaste större samhälle är Karaj, 18,0 km öster om Shahrak-e Afshārīyeh. Trakten runt Shahrak-e Afshārīyeh består till största delen av jordbruksmark.